# 사쿠라바 가즈시
사쿠라바 가즈시(일본어: 桜庭 和志, 1969년 7월 4일 ~ )는 일본의 프로레슬러이자 종합격투기 선수로, UWF 인터내셔날과 킹덤 프로 레슬링, 프라이드 FC, HERO'S에서 활동했다. 얼티밋 파이팅 챔피언십의 전설이자 브라질 유술가인 호이스 그레이시와의 90분 동안의 일전이 유명하며, 켄 샴락, 퀸튼 잭슨, 비터 베우토프 같은 해외의 강자들을 물리친 일본 종합격투기의 자존심으로 불린다.
사쿠라바는 그의 격투에 대한 지적인 접근법과 레슬링 기반 때문에 'IQ 레슬러'라는 별명으로 불리며, 브라질 유술을 수련하는 그레이시 가문과의 싸움에서 여러 차례 승리를 거두어 '그레이시 헌터'라는 별명도 얻었다.

## 학생 시절
사쿠라바는 초등학교때 당시 인기였던 타이거 마스크를 동경했고 눈에 띄는 아마추어 레슬링 실력을 보였다. 그는 레슬링을 계속하기 위해 주오 대학에 입학했고, 입학 첫 해에 동 일본 신입생 대회에서 우승하게 되었다. 그 후 주오의 레슬링 팀 주장이 되어, 4학년에 전일본 대회에서 4등을 차지했다. 졸업하여 주오 대학의 레슬링 교관이 되기로 했지만 프로레슬러로 전향하며 대학을 중퇴한다.

## 프로레슬러

### UWF 인터내셔널
1992년 7월 프로레슬링 단체인 UWF 인터내셔널에 입단했다. 그 곳에서는 레슬링 기술에 더해 타격과 관절 기술도 함께 수련하고 있었기 때문에 사쿠라바의 종합격투가로서의 밑바탕이 다져지게 된 시기였다. 1993년 8월 13일에 프로로 데뷔하지만, UWF 인터내셔널이 1996년 12월에 해산하고 만다.

### 킹덤 프로 레슬링
사쿠라바는 UWF 인터내셔널 소속의 선수 대부분이 참가한 새 단체 킹덤 프로레슬링에 이적했다. 킹덤은 오픈 핑거 글러브를 착용하여 안면 타격이 가능한 규칙을 채용하고 있었다.
1997년 12월, 부상으로 결장한 선배 가네하라 히로미츠의 대역으로 종합격투기 대회인 얼티밋 파이팅 챔피언십의 일본 헤비급 토너먼트에 갑작스럽게 출전, 우승하게 된다. 이 때, "프로레슬러는 정말 강하다"는 말을 남겼다.

## 종합격투가

### 프라이드 FC
1998년, 다카다 노부히코의 다카다 도장으로 이적해, 프라이드 2회 대회에 버논 화이트와의 대전으로 프라이드 FC에 데뷔했다. 이후 미들급에서 주로 활동하며 프라이드의 일본 내 인기를 견인했다. 특히 1999년부터 2000년에 걸쳐 호일러(프라이드 8), 호이스(프라이드 그란프리 2000), 헨조(프라이드 10), 하이언(프라이드 12)의 네 명의 그레이시 가문과 싸우며 큰 인기를 얻게 되었다.
1999년 11월 21일, 사쿠라바는 그의 같은 팀 동료를 이긴 호일러 그레이시와 대전하며 처음으로 그레이시 가문과 만났다. 그레이시 가문은 브라질 유술로 종합격투계를 평정한 가문이었다. 사쿠라바는 라운드 종료 2분을 남겨 놓고 호일러를 그라운드로 끌고 들어갔고, 그에게 기무라 록을 걸었다. 사쿠라바가 계속 팔을 비틀고 있었으나 그레이시가 경기를 포기하지 않자, 경기 종료 2초를 남겨놓고 심판이 개입하며 사쿠라바의 서브미션 승을 선언했다. 이는 몇십 년 동안 프로 격투기에서 한 번도 진 적이 없었던 그레이시 가문에게 충격이었고, 격투계에 논란을 낳았다. 그레이시 가문은 몇 초만 있었으면 경기 종료를 알리는 종이 울렸을 것이라며 심판의 판정에 문제를 제기했다.
한편, 사쿠라바가 서브미션 승을 이끌어낸 기술인 기무라 록은 전설적인 유도가 기무라 마사히코가 자주 사용한 기술이었고, 호일러 그레이시의 아버지이자 브라질 유술의 창시자인 엘리오 그레이시가 1955년 기무라 마사히코에게 패배를 당했던 기술이기도 했다. 일본 언론은 사쿠라바를 칭송했고 사쿠라바는 격투계의 슈퍼 스타가 되었으나, 그레이시 가문은 프라이드에게 분노를 표시했다.
2000년 1월 30일, 그레이시 가문은 가문의 명예를 회복하기 위해 호일러의 형인 전 UFC 챔피언 호이스 그레이시를 프라이드 그랑프리에 출전시켜 사쿠라바 가즈시와 맞붙게 했다. 사쿠라바와 호이스는 각각 16강에서 가이 메즈거와 다카다 노부히코를 꺾었고, 같은 해 5월 1일 8강에서 만나게 되었다. 사쿠라바 가즈시와 호이스 그레이시의 싸움은 그레이시 가문의 요청에 의해 시간 제한과 레프리 스톱(심판에 의한 경기 중단)이 없는 특별 규칙으로 이루어졌다. 승부는 오직 서브미션에 의한 기권과 KO로만 끝날 수 있었다. 사쿠라바와 호이스의 싸움은 90분 동안 진행되었는데, 시간 제한이 없는 규칙은 균형 감각이 있는 사쿠라바가 아닌 호이스에게 불리하게 작용했다. 결국 호이스의 형제인 호리온이 링에 타월을 던져 기권 의사를 표시했다.
이후 같은 날에 치러진 준결승에서 사쿠라바는 헤비급 스트라이커 이고르 보르찬친과 연장전까지 가는 승부를 펼쳤지만, 피로가 부담이 된 사쿠라바 측의 코너는 타월을 던져 기권을 표시했다. 그랑프리가 끝나고 일본 언론은 사쿠라바에게 '그레이시 헌터'라는 이름을 붙였다. 이후 사쿠라바는 다시 그레이시 가문의 헨조 그레이시와 하이언 그레이시와 싸웠고, 헨조는 호일러와 마찬가지로 종료를 몇 초 남겨놓고 기무라 록에 패배했다.
그리고 2001년 3월 15일, 사쿠라바는 반더레이 실바(상대전적 3전 3패)와 미들급 타이틀을 놓고 싸웠지만 무에 타이를 수련한 실바에게 TKO를 당하며 미들급에서 첫 패배를 당했다. 그 후 미국의 아마추어 레슬러 출신인 퀸튼 잭슨과 겨루어 리어 네이키드 쵸크로 승리를 거두었고, 히카르도 아로나(1전 1패), 안토니오 호제리오 노게이라(1전 1패) 등 미들급의 타이틀을 다루는 강자들과 겨루며 승리는 하지 못 했지만 강인한 모습을 보여주었다.
그레이시 가문에게 이긴 것과 해외의 강자들과 대등하게 맞붙은 것이 더해 사쿠라바는 프라이드에서 일본 종합격투기의 자존심으로 떠올랐다. 프라이드 30회 대회에서는 그를 증명하듯 같은 레슬러인 켄 샴락을 타격으로 KO시켰다.

### 히어로즈&신설 대회 Dream
사쿠라바는 2006년 5월 3일 HERO'S 대회에 돌연 타이거 마스크를 쓰고 링에 등장했고, 다음 날에 기자 회견을 가져 정식으로 히어로즈 이적을 발표했다. 사쿠라바를 프라이드 FC로 진출시킨 다카다 노부히코는 이적 발표 후에 인사를 하러 나타난 사쿠라바에 분노했다.
2006년 8월 5일 HERO'S 라이트헤비급 토너먼트에서 케스투티스 스미르노바스의 타격에 사쿠라바는 거의 실신 상태까지 몰렸지만, 마지막에 암바로 승리를 거두었다. 경기 중에 사쿠라바는 타격 때문에 의식이 나간 순간이 있었지만, 심판은 이 순간에 경기를 중단시키지 않고 스톱 돈 무브로 경기를 다시 시작, 이것이 물의를 일으켰다. 보통은 선수 보호를 위해 그 순간 사쿠라바의 패배를 인정해야 했었다. 사쿠라바는 승리 뒤에도 연습 중에 구토를 하는 등 후유증이 나타났고, 2006년 10월 9일 열린 토너먼트 준결승 경기에 나설 수 없게 되었다. 대신 사쿠라바에 패배한 케스투티스 스미르노바스가 추성훈과 대전하게 되었다.
2006년 12월 31일에는 K-1 프리미엄 2006 다이너마이트!에 출장해 추성훈과 대전했지만, 추성훈의 연이은 타격과 파운딩에 의해 TKO로 패배했다. 사쿠라바는 경기 초반에 태클을 들어갔을 때 추성훈의 발이 미끄러진다고 느껴 심판에게 경기를 일시애 중단할 것을 요구했으나 받아들여지지 않았고, 파운딩을 맞고 있는 사이에도 심판에게 어필했지만 역시 받아들여지지 않았다. 사쿠라바는 경기가 끝난 뒤에도 추성훈을 가리켜 미끄러진다며 분노를 드러냈다. 이후 추성훈이 전신에 크림을 바른 것이 밝혀졌고, 추성훈은 무기한 출전 정지 처분을 받았다.
2007년 3월 12일, 히어로즈를 중계하는 방송국인 TBS는 선수 소개 코너에서 사쿠라바를 소개했다. 방송은 일본의 웹사이트 2채널의 게시판을 흉내내, "사쿠라바 경기는 시시해. 이제 끝인가", "메인 실격"(메인 이벤트를 장식하지 못 함), "격투기 팬은 사쿠라바를 비난하고 있다"는 의견이 있는 것처럼 전했다. 그러나 그 후 그러한 게시물이 실제로 존재하지 않는다는 것이 발각되었고, 같은 해 3월 31일 TBS의 담당자가 인터넷 게시판을 모방해 실제의 게시판인 것처럼 방영한 것은 사죄했지만, 내용은 자신의 기억에 있는 팬의 의견을 바탕으로 작성했다고 밝혔다.
2007년 3월 12일 히어로즈 개막전에서 유리 키세로프를 물리치고 승리했고, 같은 해 2007년 6월 3일 다이너마이트 미국 대회에서 호이스 그레이시와 다시 맞붙었으나 심판 전원 일치 판정패를 당했다. 당초 호이스 그레이시와의 싸움은 5라운드로 예정되어 있었으나 캘리포니아주 체육위원회의 규정 때문에 3라운드로 바뀌었다. 경기가 끝난 후 호이스 그레이시는 약물 검사에 양성 반응을 나타냈다. 2007년 9월 17일에는 일본의 시바타 카츠요리를 상대하여 1R 6분여만에 승리를 거두었고, 2007년 12월 31일에는 후나키 마사카츠를 상대하여 지루한 경기운영 끝에 서브미션으로 승리하였다. 2008년 4월 29일 드림 미들급 그랑프리 개막전에서는 가라테 파이터 앤드류스 나카하라를 상대하여 1R 8분만에 서브미션으로 꺾고, 2008년 6월 15일 드림 미들급 8강전 상대는 사람잡는 타격가 멜빈 맨호프를 상대했는데 나이 때문인지 일방적으로 1R 1분여만에 처참하게 무너지고 만다. 2008년 12월 31일 2008 다이너마이트 대회에서는 U-File 캠프의 수장인 타무라 키요시와의 대전이 결정되었다.

## 참조
1. ↑  桜庭移籍について榊原DSE代表「家族に裏切られた気持ち」
2. ↑  선수가 경기가 계속 되기 어려운 위치(링 바깥)에 있을 때 양 선수가 취한 자세 그대로 경기를 잠시 멈추고, 머리가 링 중앙에 위치하게 한 후 경기를 재개하는 것. 주로 링을 사용하는 종합격투기에서 나타난다.
3. ↑  “秋山は反則行為で失格、秋山vs桜庭はノーコンテストに=Dynamite!!"”. 2007년 3월 4일에 원본 문서에서 보존된 문서. 2007년 7월 18일에 확인함.
4. ↑  “2ちゃんねるそっくり”掲示板放映　TBS「担当者が作成」